# Джесс Рендолл
Джесс Рендолл (англ. Jesse Randall, нар. 19 серпня 2002, Веллінгтон) — новозеландський футболіст, нападник клубу «Окленд», який грає в австралійській A-Лізі, та національної збірної Нової Зеландії. Виступав також за низку новозеландських клубів.

## Клубна кар'єра
Джесс Рендолл народився 2002 року в місті Веллінгтон, та є вихованцем футбольної школи клубу «Мірамар Рейнджерс». У 2018 році Рендолл розпочав грати в складі команди «Айленд Бей Юнайтед», в якій відразу почав відзначатися високою результативністю, відзначившись 15 забитими голами в 16 проведених матчах за клуб.
У 2019 нападник перейшов до складу клубу «Норт Веллінгтон», де також відзначився високою результативніст, забивши в складі команди 41 гол у 44 проведених за клуб матчах. У 2019 році клуб віддав гравця в оренду до клубу «Тасман Юнайтед», а в 2020 році в оренду до клубу «Хоукіс Бей Юнайтед», проте в цих командах нападник вже не відзначався такою результативністю.
У 2022 році Джесс Рендолл грав у складі клубу «Веллінгтон Олімпік», після чого в 2024 році грав у складі американської команди «Чарлстон Беттері», та ще в цьому році знову став гравцем «Веллінгтон Олімпік». У кінці 2024 року Рендолл перейшов до новозеландського клубу австралійської A-Ліги «Окленд».

## Виступи за збірні
У 2019 році Джесс Рендолл дебютував у складі юнацької збірної Нової Зеландії, загалом на юнацькому рівні взяв участь у 6 іграх, відзначившись одним забитим голом.
У 2023 року Рендолл грав у складі молодіжної збірної Нової Зеландії. На молодіжному рівні зіграв у 5 офіційних матчах, забив 4 голи. 2024 року футболіст грав у складі олімпійської збірної Нової Зеландії, та був учасником футбольного турніру на Олімпійських іграх 2024 року у Парижі, де провів провів 1 матч, забивши 1 гол.
У 2024 році Джесс Рендолл дебютував в офіційних матчах у складі національної збірної Нової Зеландії. У складі збірної був учасником кубка націй ОФК 2024 року у Фіджі і Вануату. Станом на середину червня зіграв у складі національної збірної 4 матчі, в яких відзначився 1 забитим м'ячем.